# Джаянти (актриса)
Камала Кумари (канн. ಕಮಲಕುಮಾರಿ), известная под псевдонимом Джаянти (англ. Jayanthi; 6 января 1945, Беллари, Британская Индия — 26 июля 2021, Бангалор) — индийская актриса

, снимавшаяся в фильмах на каннада, тамильском, телугу, малаялам и хинди. Лауреат нескольких кинопремий штата Карнатка и Filmfare Awards South.

## Биография
Камала Кумари родилась 6 января 1945 года в Беллари, а затем переехала со своей матерью Сантаналакшми в Мадрас. Её мать хотела, чтобы дочь стала классической индийской танцовщицей и отдала её в танцевальную школу, где одноклассницей девочки была будущая актриса Манорама.
Во время одной из школьных репетиций она была замечена режиссером Ю. Р. Свами и дебютировала в кино на каннада под псевдонимом, который он ей дал — Джаянти, в его фильме Jenu Goodu (1963). За ним последовал Chandavalliya Thota (1964), где актриса исполнила главную женскую роль в паре с Раджкумаром.
Они сформировали удачный экранный дуэт и в дальнейшем работали вместе примерно в сорока пяти фильмах. 
Их следующий совместный фильм Miss Leelavathi (1965), где она сыграла современную девушку для которой карьера важнее замужества, закрепил её положение в кинематографе. Считается что она стала первой актрисой кино на каннада, появившейся на экране в купальнике. Фильм, широко обсуждаемый из-за смелого изображения женской сексуальности, получил национальную кинопремию и до сих пор остается культовой классикой.
В дальнейшем пара снялась в таких фильмах как Jedara Bale (1968), Choori Chikkanna (1969), Sri Krishnadevaraya (1970), Paropakari (1970), Kasturi Nivasa (1971) и Kula Gourava (1971). Помимо Раджкумара Джаянти также работала с Вишнувардханом и Амбаришем, двумя другими актёрам входящими в «Триумвират» наиболее известных актёров кино на каннада.
Джаянти также снималась в кино на тамильском языке, начав с фильма-сказки Mangaiyar Ullam Mangatha Selvam Ведантама Рагхаваи, вышедшего в 1962 году, где она сыграла принцессу подводного царства. За ним последовала череда небольших ролей и камео, среди которых можно выделить роль второго плана в Kathal Paduthum Padu (1966) Джозефа Талиата-младшего.
Она стала играть главные роли, начиная с Edhir Neechal (1968) К. Балачандера, в котором она появилась в образе пациентки психиатрической больницы. В том же году Джаянти снялась в фильме на хинди Teen Bahuraniyan С. С. Васана и С. С. Балана, а затем сыграла небольшую роль в фильме «Кто может быть лучше тебя?» (1969) Прамода Чакраворти.
Тем не менее она была отмечена наградами только за фильмы на каннада. Джаянти заработала четыре кинопремии штата Карнатака за лучшую женскую роль, две — за роль второго плана и две Filmfare Awards South.
Первые из них она получила за Edakallu Guddada Mele (1973) Путтанны Канагала, в котором сыграла Мадхави, начинающую испытывать влечение к соседу после того, как её муж-военный становится инвалидом. Другую премию она получила за фильм Masanada Hoovu (1985) того же режиссёра, где исполнила роль владелицы публичного дома Тары Деви.
Ещё одним заметным появлением в фильме Канагала стала эпизодическая роль индийской воительницы Онаке Оббава в «Кобре» (1972).
В конце 1980-х она перешла на соответствующие возрасту роли и сыграла бабушку в каннадаязычном Belli Modagalu (1992) и мать в тамильском Gopala Gopala (1996). Она также снялась в нескольких сериалах. Её последней работой стал ситком Brown Nation (2016) производства Netflix.
Актриса скончалась 26 июля 2021 года в своем доме в Бангалоре.
У неё остался сын Кришна Кумар. Её брак с актёром Пекети Шиварамом закончился разводом.